# Arbitratges de Viena
Els Arbitratges de Viena foren dos acords diplomàtics impulsats el 1938 i el 1940 per l'Alemanya nazi i la Itàlia feixista per tal de satisfer les demandes territorials de l'aleshores Regne d'Hongria dirigit per l'Almirall Miklós Horthy. Gràcies a aquests acords, el Regne d'Hongria, aliada de l'Alemanya nazi, aconseguia la revisió territorial imposada pels Aliats en el Tractat de Trianon del 1920. Com a conseqüència, el Regne d'Hongria ampliava les seves fronteres a costa de Txecoslovàquia, primer, i després de Romania.
Concretament n'hi ha dos, d'Arbitratges de Viena:
1. Primer arbitratge de Viena: signat el 2 de novembre del 1938, entre Hongria i Txecoslovàquia.
2. Segon arbitratge de Viena: signat el 30 d'agost del 1940, entre Hongria i Romania.

Quan va acabar la Segona Guerra Mundial tots dos arbitratges foren declarats nuls amb el Tractat de París del 1947.